# Керученко, Ирина Вильямовна
Ирина Вильямовна Керученко (Молодечно, БССР) — российский театральный режиссёр.

## Биография
В 1993 году окончила музыкально педагогическое отделение Минского государственного педагогического института им. М.Горького (училась на факультете начальных классов). В 1994 поступала в ЕГУ в Минске на теологический факультет, но провалила экзамен по притчам. В 1995 году также закончила Минский государственный лингвистический университет, факультет немецкого языка. Затем до с 1995 по 2000 год училась на режиссёрском отделении театрального факультета Белорусской государственной академии искусств, где поклялась, что он не будет тут больше учится одному из сокурсников, который таки поступил в 1994 на теофак.
В 2005 году окончила Школу-студию МХАТ, училась у Камы Гинкаса. В 2003 году входила в состав режиссёрской группы спектакля «Сны изгнания», поставленного Камой Гинкасом по мотивам картин М. Шагала в МТЮЗе. В рамках учёбы в Школе-студии МХАТ поставила спектакли «Фантомные боли» (по пьесе В. Сигарева, 2004) и «Гедда Габлер» (по пьесе Г. Ибсена, 2005).
После обращения в 2006—2007 годах к современной драматургии («Калека с острова Инишмаан» Мартина Макдонаха, «Я — пулемётчик» Юрия Клавдиева) ставила спектакли по классическим произведениям Ф. М. Достоевского («Кроткая» в МТЮЗ, 2009, «Сон смешного человека» на малой сцене Александринского театра, 2012, «Игрок» в новосибирском театре Глобус, 2018), И. С. Тургенева («Первая любовь» в «Глобусе», 2015), И. А. Бунина («Солнечный удар» в Александрийском театре, 2012 и Воронежском Камерном театре, 2016), А. И. Куприна («Гранатовый браслет» в Рижском русском театре им. М. Чехова) и др.
По словам Керученко, любовь к произведениям Достоевского привил ей Кама Гинкас. «Мы ездили в Питер на фестиваль „Ученики мастера“. Там Кама Миронович показывал моим артистам и мне Петербург Достоевского. И во дворе дома, где жил Достоевский, он вдруг неожиданно для меня произнес, что мне нужно ставить Достоевского». Своим учителям Каме Гинкасу и Генриетте Яновской Керученко посвятила спектакль «Кроткая». За роль в этом спектакль Игорь Гордин стал победителем в номинации «Лучшая мужская роль» на фестивале «Золотая маска».

## Постановки
- 2004 — «Фантомные боли» по пьесе В. Сигарева. Школа-студия МХАТ и Театр.doc. Спектакль был участником фестивалей «Балтийский дом» (Санкт-Петербург, 2004), «Premières» (Страсбург, 2005), «Mettre en Scène» (Ренн, 2005) и «Scènes Etrangères» (Вильнёв-д’Аск, 2005), «8-й Фестиваль российского искусства» (Ницца, 2006), международный театральный фестиваль в г. Сибиу (Румыния 2006), а Кирилл Плетнёв за роль в спектакле получил награду в номинации «Лучшая мужская роль» на фестивале «Новая драма» (Москва, 2005).
- 2005 — «Гедда Габлер» по пьесе Г. Ибсена. Школа-студия МХАТ, центр им. Вс. Мейерхольда. На фестивале «Норвежская пьеса на московской сцене» (Москва, 2006) постановка стала лауреатом в номинации «Лучший спектакль».
- 2006 — «Калека с острова Инишмаан» по пьесе Мартина Макдонаха. Центр им. Вс. Мейерхольда. Спектакль был приглашён на Международный театральный фестиваль в г. Сибиу (Румыния, 2007).
- 2007 — «Я — пулемётчик» по пьесе Ю. Клавдиева. Центр драматургии и режиссуры. Спектакль награждён театральной премией газеты «Московский комсомолец» в категории «Начинающие» в номинациях «Лучший спектакль» и «Лучшая мужская роль» сезона 2006—2007, а Кирилл Плетнёв за роль в спектакле получил премию «Чайка» в номинации «Прорыв» (2007).
- 2009 — «Кроткая» по повести Ф. М. Достоевского. Московский театр юного зрителя. Спектакль стал победителем в номинации «Лучшая мужская роль» на фестивале «Золотая маска» и участвовал в фестивалях «Балтийский дом» (2010), «Stage» (Хельсинки, 2011).
- 2012 — «Сон смешного человека» по рассказу Ф. М. Достоевского. Александринский театр.
- 2014 — «Солнечный удар» по рассказу И. Бунина. Александринский театр.
- 2015 — «Кроткая». Театр «Самарская площадь». Спекталь на 19 международном фестивале по камерным произведениям Ф. М. Достоевского стал лауреатом в номинациях «Лучший спектакль фестиваля» и «Лучшая режиссура»(Старая Русса 2015 г.)
- 2015 — «Первая любовь» по повести И. С. Тургенева. Театр «Глобус» (Новосибирск). Спектакль участвовал в фестивале «Уроки режиссуры» в рамках Биеннале театрального искусства (2017).
- 2016 — «Солнечный удар». Воронежский Камерный театр.
- 2016 — «Кабала святош» по пьесе М. Булгакова. Пензенский областной драматический театр имени А. В. Луначарского[5]. Спектакль участвовал в фестивале «Старейшие театры России в Калуге» (2016).
- 2016 — «Гранатовый браслет» по повести А. Куприна. Рижский русский театр имени Михаила Чехова[6]. Спектакль участвовал в фестивале «Балтийские сезоны» (Калининград, 2017).
- 2017 — «Филумена Мартурано» по пьесе Эдуардо де Филиппо. Театр «Самарская площадь».
- 2018 — «Игрок» по роману Ф. М. Достоевского. Театр «Глобус». В 2018 году спектакль награждён премией Правительства РФ за лучшую театральную постановку по произведениям русской классики, а также премией «Большого детского фестиваля» в номинации «Лучший юношеский спектакль»[7].
- 2019 — «Несчастье» по рассказу А. П. Чехова. КГБУК Мотыгинский драматический театр.
- 2021 — «Солнечный удар» по рассказу И. А. Бунина. Омский «Пятый театр». Спектакль представлял театр на фестивале «Литература» (Омск, 2021) и на международном фестивале «Волжские театральные сезоны» (Диплом за лучшее пластическое решение, Самара, 2022)
- 2022 — «Кроткая» по повести Ф. М. Достоевского. Третья редакция. Саратовский академический театр драмы им. Слонова. На областном театральном фестивале «Арлекин» спектакль стал победителем в следующих номинациях: «Роль второго плана в драматическом театре (Женская роль)», «Работа в драматическом театре (Мужская роль)», «Работа в драматическом театре (Женская роль)», «Лучший спектакль» (Саратов, 2024), участник фестиваля «Русская сцена» в г. Махачкала
- 2022 — «Гроза» по пьесе А. Н. Островского в Курганском театре драмы, сентябрь
- 2022 — «Бесприданница» по пьесе А. Н. Островского Красноярский Театр им. Пушкина., декабрь
- 2024 — «Горе от ума» по пьесе А. С. Грибоедова в театре «Глобус» г. Новосибирск, апрель
- 2024 — «Завтра была война» по одноимённому произведению Бориса Васильева в Театре Российской Армии (Цатр) г. Москва, ноябрь
- 2025 — «История 9» б"" по произведению Бориса Васильева «Завтра была война» в театре «Самарская площадь», г. Самара, апрель
- 2025 — «Отцы и дети» по одноимённому произведению И. С. Тургенева, в театре «Роста», г. Москва, июнь

## Награды
- 2000 — режиссёрская работа «Пластическая драма. Танго» стала лауреатом XXII фестиваля-конкурса «Студенческая весна» (Москва).
- 2006 — спектакль «Гедда Габлер» стал победителем в номинации «Лучший спектакль» на фестивале «Норвежская пьеса на московской сцене». (центр Вс. Мейерхольда, Москва)
- 2007 — спектакль «Я — пулемётчик» награждён театральной премией газеты «Московский комсомолец» в категории «Начинающие» в номинации «Лучший спектакль» сезона 2006—2007 гг. (ЦДР, Москва)
- 2010 — награждена театральной премией «Золотая Лира» журнала «Планета красота» в номинации «Женское лицо года» за спектакль"Кроткая "(МТЮЗ, Москва)
- 2011 — спектакль «Кроткая» МТЮЗа стал номинантом в трех номинациях («Лучший спектакль», «Лучшая режиссура», «Лучшая мужская роль») на премию «Золотая маска» в категории «Лучший спектакль малой сцены» и стал лауреатом в номинации «Лучшая мужская роль» (за роль в этом спектакле премию «Золотая маска» получил Игорь Гордин) (МТЮЗ. Москва)
- 2013 — спектакль «Сон смешного человека» стал номинантом на премию «Золотой софит» как «Лучший спектакль малой сцены» и «Лучший дебют» и стал лауреатом в номинации «Лучший дебют» (Александринка, СПБ)
- 2015 — спектакль «Кроткая» театра «Самарская площадь» стал победителем в номинации «Лучшая режиссура» и «Лучший спектакль» на XIX Международном фестивале камерных спектаклей по произведениям Ф. М. Достоевского в г. Старая Русса.
- 2018 — спектакль «Игрок» награждён премией Правительства РФ за лучшую театральную постановку по произведениям русской классики («Глобус», Новосибирск).
- 2018 — спектакль «Игрок» награждён премией «Большого детского фестиваля» в номинации «За лучший юношеский спектакль 16+». («Глобус», Новосибирск)
- 2021 — спектакль «Солнечный удар» награждён дипломом «За лучшее пластическое решение» на международном театральном фестивале «Волжские театральные сезоны» («Самарская площадь», Самара)
- 2022 — спектакль «Кроткая» победил в номинациях «Лучший спектакль», «Лучшая роль второго плана», «Лучшая мужская роль», «Лучшая женская роль» на областном театральном фестивале «Арлекин» (Театр драмы им. И. А. Слонова Саратов)

## Рецензии
ФАНТОМНЫЕ БОЛИ
- «Будущее на белой стене» Наталья Каминская, «Газета Культура» № 25 (7433) 24 июня — 7 июля 2004 г.
- «Фантомные боли как серьёзный аргумент» Наталья Казьмина, журнал «Планета красота» 12 июля 2005 г.

ГЕДДА ГАБЛЕР
- «Ибсен, фантомы, боли» Николай Песочинский, «Петербургский театральный журнал» № 46, 2006 г.
- «Младшая Гедда» Глеб Ситковский, Газета, 14 ноября 2005 г.
- «На смену декабрям» Лилия Шитенбург, «Империя драмы» № 2 декабрь 2006 г.
- «Даже не думайте» Олег Зинцов, «Ведомости» 22 ноября 2005 г.

Я — ПУЛЕМЁТЧИК
- «По ком звонит мобильник» Владимир Анзикеев, журнал «Планета Красота» № 5-6, 2007 г.

КРОТКАЯ
- «Проигранная любовь» Наталья Казьмина, журнал «Планета Красота» 2010 г.
- «Кроткая режиссура в белой комнате» Алла Шендерова, «Infox.ru» 27 октября 2009
- «Бьёмся об заклад. Вдребезги» Елена Дьякова, «Новая газета» 21 октября 2010.

СОН СМЕШНОГО ЧЕЛОВЕКА
- Екатерина Омецинская «В Александринке разбудили Достоевского», «Известия» 27.09.2012 г.
- Анастасия Ким «Ирина Керученко поставила в Александринке „Сон смешного человека“ Достоевского», «РБК daily» 28.09.2012 г..
- Татьяна Джурова «Земля обетованная, или Сон Фёдора Михайловича», «Петербургский театральный журнал.» Блог. 30.09.2012 г.
- Дмитрий Циликин «На бобах», «Деловой Петербург» № 182. 12.10.2012.
- Николай Песочинский «Достоевский. DOC», «Петербургский театральный журнал» № 4 (70), 2012 г.
- Ирина Токмакова «Сон о райской жизни», «Театральная жизнь» № 1 (1012). 2013 г.